# من الصعب أن تقع في حب الموتى
من الصعب أن تقع في حب الموتى (باليابانية: 死びとの恋わずらい، بالروماجي: Shibito no Koiwazurai) (بالإنجليزية: Lovesick Dead)‏ هي مانغا يابانية من تأليف ورسم جونجي إيتو، نشرت من قبل أساهي سونوراما في مجلة نيموكي، منذ مايو عام 1996 حتى نوفمبر عام 1996، تم تجمع فصول المانغا من قبل أساهي سونوراما في مجلد تانكوبون واحد، نشر في مايو عام 1997. ونشر مجلد تانكوبون في 25 ديسمبر عام 1998 ضمن مجموعة جونجي إيتو، وهي المجلد الخامس عشر من مجموعة جونجي إيتو. اقتبست المانغا إلى فيلم حي تحت عنوان لاف غوست، عرض في اليابان في 24 مارس 2001.

## القصة
تدور أحداث القصة عن ريوسوكي هو طالب في المدرسة الثانوية عادت إلى مسقط رأسه مع والدته، يقابل ريوسوكي صديق طفولته في فصله الجديد، يلاحظ ريوسوكي أن قراءة الطالع أصبحت شائعة في المدرسة، وأصبح الجميع يتحدثون عن أن من يذهب إلى مفترق طرق ويغطي وجوهه، ويسأله أول غريب يمر أن كان حبه سيتحقق سيجيبه.